# Championnat de France de rugby à XV 1925-1926
Navigation
1924-1925 1926-1927

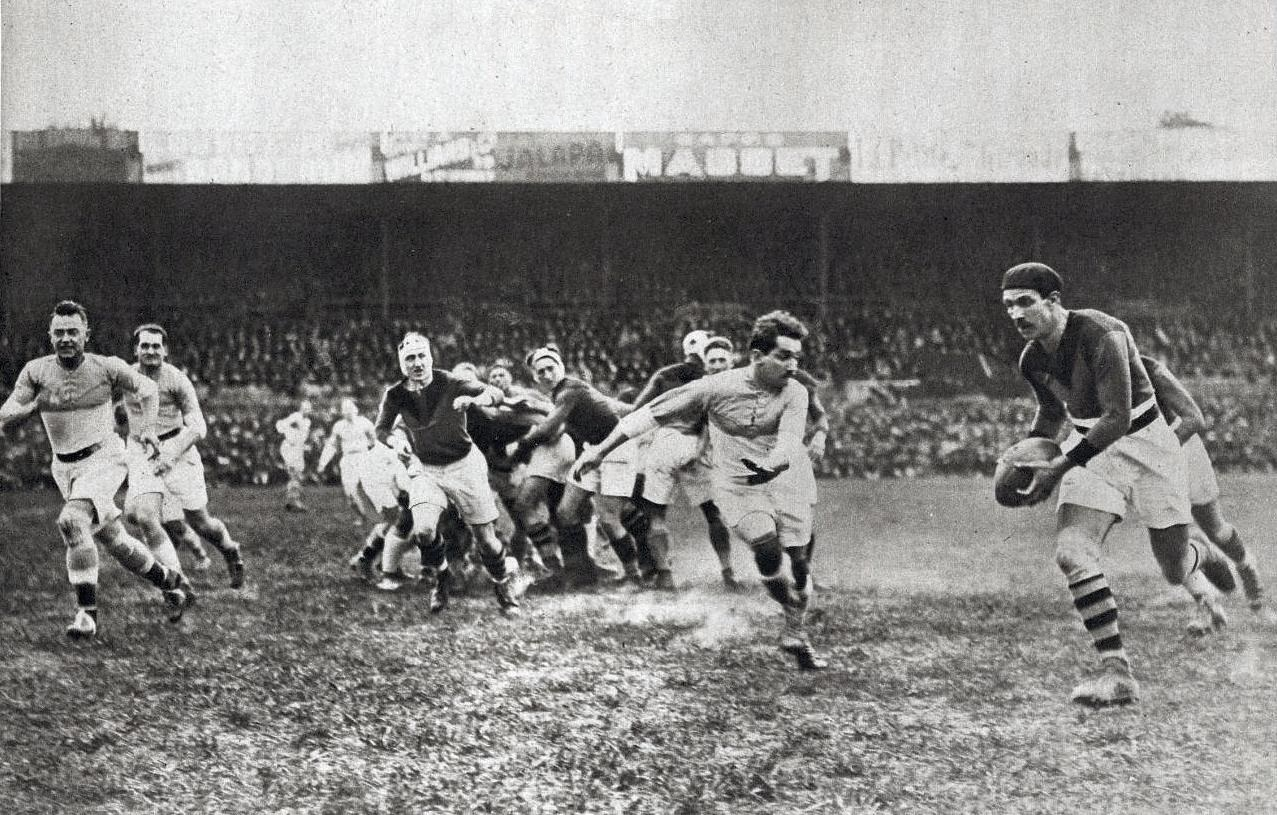
1926 (avril), le Stade toulousain contre Bayonne à Bordeaux (demi finale), F. Borde à l'attaque (avec son éternel bérêt).

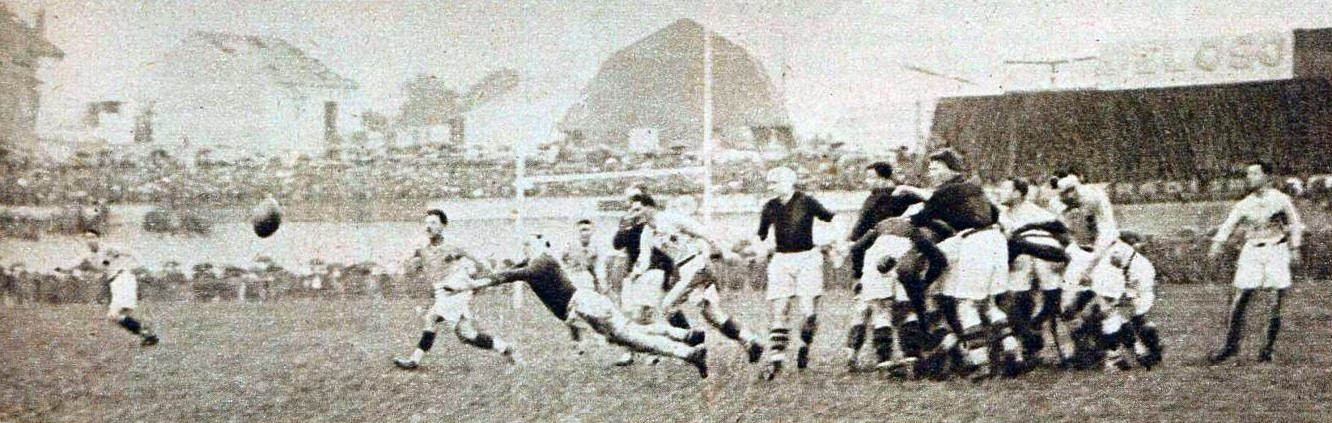
Finale du championnat 1926, sortie de mêlée aux Toulousains.

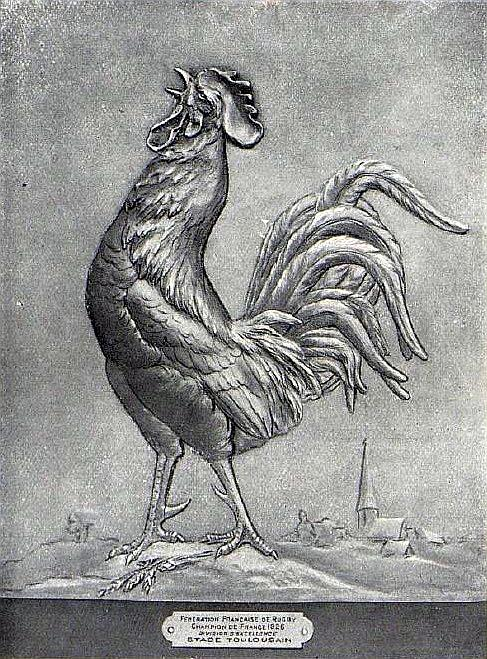
"Le Coq Gaulois" est le trophée du championnat de France de rugby remis aux toulousains en 1926.

Le championnat de France de rugby à XV 1925-1926 a été remporté par le Stade toulousain qui a battu l'US Perpignan.
Le Stade toulousain gagne un quatrième titre en cinq ans après ceux remportés en 1922, 1923 et 1924.
Le premier tour a mis aux prises 36 équipes réparties dans 12 poules de 3.
Les premiers de chaque poule se sont qualifiés pour les 4 poules quarts de finale.

## Poules de trois
Chaque équipe rencontre ses adversaires une seule fois (pas d'aller-retour), 3 points pour une victoire, 2 pour un nul et 1 pour une défaite. Le premier de chaque poule se qualifie pour les poules de quarts de finale.
- Poule A : RC Narbonne 6 pts, CA Brive 4 pts, Stade Châteaurenard 2 pts
- Poule B : Arlequins Perpignan 6 pts, Lyon OU 3 pts, Stade hendayais 3 pts
- Poule C : US Perpignan 6 pts, UA Libourne 3 pts, US Cognac 3 pts
- Poule D : Stade toulousain 6 pts, US Dax 3 pts, Sporting club Angoulême 3 pts
- Poule E : Stadoceste tarbais 5 pts, Stade bordelais 4 pts, US Bergerac 3 pts
- Poule F : AS Béziers 5 pts, SC Albi 4 pts, AS Montferrand 3 pts
- Poule G : Toulouse OEC 6 pts, Section paloise 4 pts, RC Toulon 2 pts
- Poule H : Aviron bayonnais 6 pts, FC Lézignan 4 pts, US Montauban 2 pts,
- Poule I : FC Lourdes 6 pts, CASG 4 pts, AS Bayonne 2 pts
- Poule J : AS Carcassonne 6 pts, SA Bordeaux 4 pts, Boucau Stade 2 pts
- Poule K : FC Grenoble 6 pts, Biarritz olympique 4 pts, SAU Limoges 2 pts
- Poule L : Stade français 5 pts, CA Bègles 4 pts, CA Périgueux 3 pts

## Poules quarts de finale
- Poule A : US Perpignan 6 pts, TOEC 4 pts, Stade français 2 pts
- Poule B : Stadoceste Tarbes 5 pts, AS Carcassonne 4 pts, FC Grenoble 3 pts
- Poule C : Aviron bayonnais 6 pts, RC Narbonne 4 pts, FC Lourdes 2 pts
- Poule D : Stade toulousain 6 pts, AS Béziers 4 pts, Arlequins Perpignan 2 pts

## Demi-finales
- à Bordeaux : Stade toulousain bat Aviron bayonnais 6 à 3
- à Toulouse : US Perpignan bat Stadoceste tarbais 6 à 0 (après un premier match nul 0 à 0)

## Finale
| Équipes          | Stade toulousain - US Perpignan |
| Score            | 11-0 (3-0) |
| Date             | 2 mai 1926 |
| Stade            | Parc Lescure de Bordeaux |
| Arbitre          | Marcel Heurtin |
| Les équipes      | |
| Stade toulousain | André Pépion, Clément Dulaurens, François Borde, Jacques Ballarin, François Raymond, Henri Sémat, Bernard Bergès, Alex Bioussa, Marcel Camel, Albert Cazenave, André Camel, Pierre Peyronnel, Gabriel Grioterray, Jean Larrieu, Jean Morère |
| US Perpignan     | Étienne Radondy, Marcel Baillette, André Puigt, Roger Ramis, René Tabès, Joseph Pascot, Jean Carbonne, Eugène Ribère, Ernest Camo, Georges Constant, André Rière, Marcel Henric, Camille Montade, Georges Delort, Joseph Sayrou             |
| Points marqués   | |
| Stade toulousain | 3 essais de Raymond, Cazenave, Borde 1 transformation de Sémat |
| US Perpignan     | |

À l'issue de cette finale, sept joueurs ont quitté l'US Perpignan pour rejoindre l'US Quillan.

## Autres compétitions
Le 2 mai 1926, en finale du championnat de France Honneur (2e division), le Racing club de France a battu le Sporting club mazamétain par 17 à 3 (en demi-finale, SC Mazamet bat SU Agen 12 à 3 à Carcassonne, le 11 avril).
Le SA Saint-Sever est devenu champion de France Promotion (3e division) en battant le Stade dijonnais 16 à 11 (en demi-finale, le 11 avril, SA Saint-Sever a battu FC Auch 17 à 3, à Perpignan, et Stade Dijonnais a battu Prades 11 à 5, à Avignon).
Le Stade toulousain est champion des équipes réserves en battant le Stadoceste tarbais 14 à 3